# VH1 Storytellers (альбом Дэвида Боуи)
VH1 Storytellers — концертный альбом Дэвида Боуи, выпущен 6 июля 2009 года и содержит выступление Боуи на передаче Storytellers телеканала VH1, которое состоялось 23 августа 1999 года. Издание включает CD и DVD диски, список песен, которые исполнил музыкант, охватывает почти всю карьеру Боуи: от ранних вещей 1960-х годов до его последней (на тот момент) пластинки ‘hours...’ (1999).

## Список композиций
Все песни написаны Дэвидом Боуи, за исключением отмеченных.

### CD
1. «Life on Mars?» — 4:22
2. «Rebel Rebel» (укороченная версия) — 3:15
3. «Thursday’s Child» (Дэвид Боуи, Ривз Гэбрелс) — 6:43
4. «Can't Help Thinking About Me» — 6:31
5. «China Girl» (Дэвид Боуи, Игги Поп) — 6:48
6. «Seven» (Дэвид Боуи, Ривз Гэбрелс) — 5:01
7. «Drive-In Saturday» — 5:22
8. «Word on a Wing» — 6:35

### DVD
1. «Life On Mars?»
2. «Rebel Rebel» (укороченная версия)
3. «Thursday’s Child»
4. «Can’t Help Thinking About Me»
5. «China Girl»
6. «Seven»
7. «Drive-In Saturday»
8. «Word On A Wing»

#### DVD бонус-материалы
1. «Survive» (Дэвид Боуи, Ривз Гэбрелс)
2. «I Can't Read» (Дэвид Боуи, Ривз Гэбрелс)
3. «Always Crashing in the Same Car»
4. «If I’m Dreaming My Life» (Дэвид Боуи, Ривз Гэбрелс)

## Хит-парады
| Хит-парад (2009) | Высшая позиция |
| ---------------- | -------------- |
| UK Albums Chart  | 114            |